# Diocèse de Loikaw
Le diocèse de Loikaw (en latin : Dioecesis Loikavensis) est un siège de l'Église catholique de Birmanie suffragant de l'archidiocèse de Taunggyi. Il est tenu par Mgr Celso Ba Shwe.

## Territoire
Le diocèse comprend la ville de Loikaw, où se trouve la cathédrale du Christ-Roi.
Son territoire est subdivisé en 40 paroisses.

## Histoire
Le diocèse est érigé le 14 novembre 1988 par la bulle Catholica Ecclesia de Jean-Paul II, recevant son territoire du diocèse de Taunggyi (aujourd'hui archidiocèse).

## Ordinaires
- Sotero Phamo (Thein Myint) (14 novembre 1988 - 26 avril 2014)
  - Stephen Tjephe (26 avril 2014 - 15 novembre 2014) (administrateur apostolique[1])
- Stephen Tjephe (15 novembre 2014 - 16 décembre 2020)
- Celso Ba Shwe, depuis le 29 mars 2023

## Statistiques
En 2013, le diocèse comptait 74.868 baptisés pour 346.000 habitants (21,6%), 93 prêtres dont 18 réguliers, 37 religieux et 198 religieuses dans 35 paroisses.